# David Smith (skulptör)

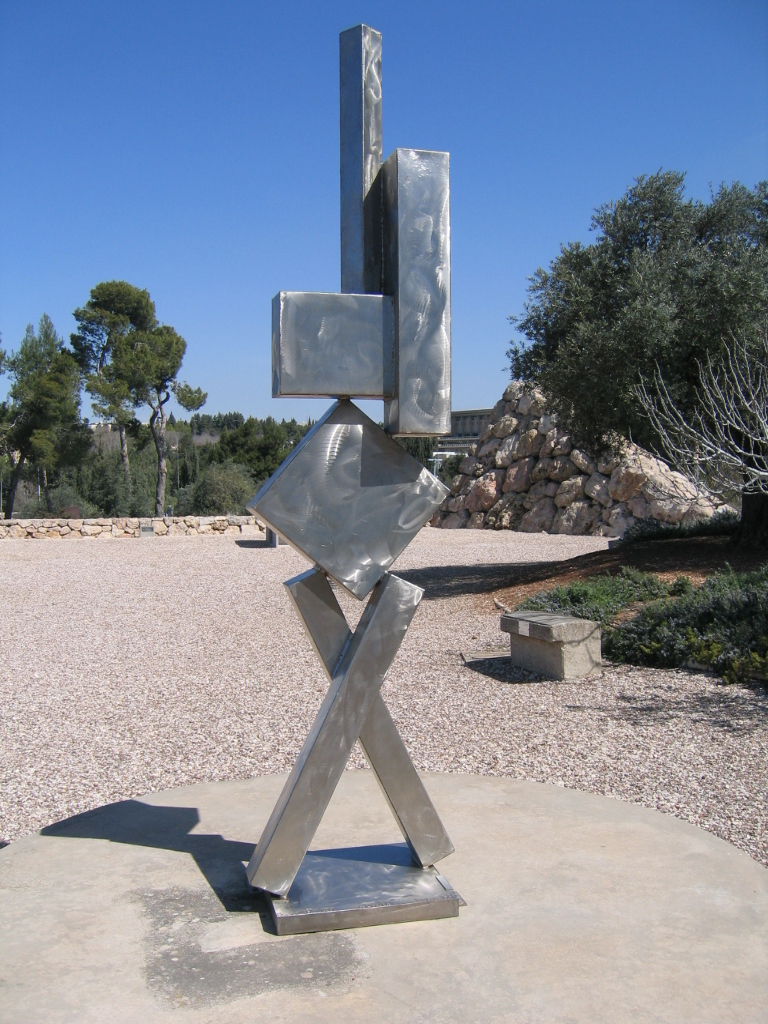
Cubi VI (1963), Israel Museum, Jerusalem

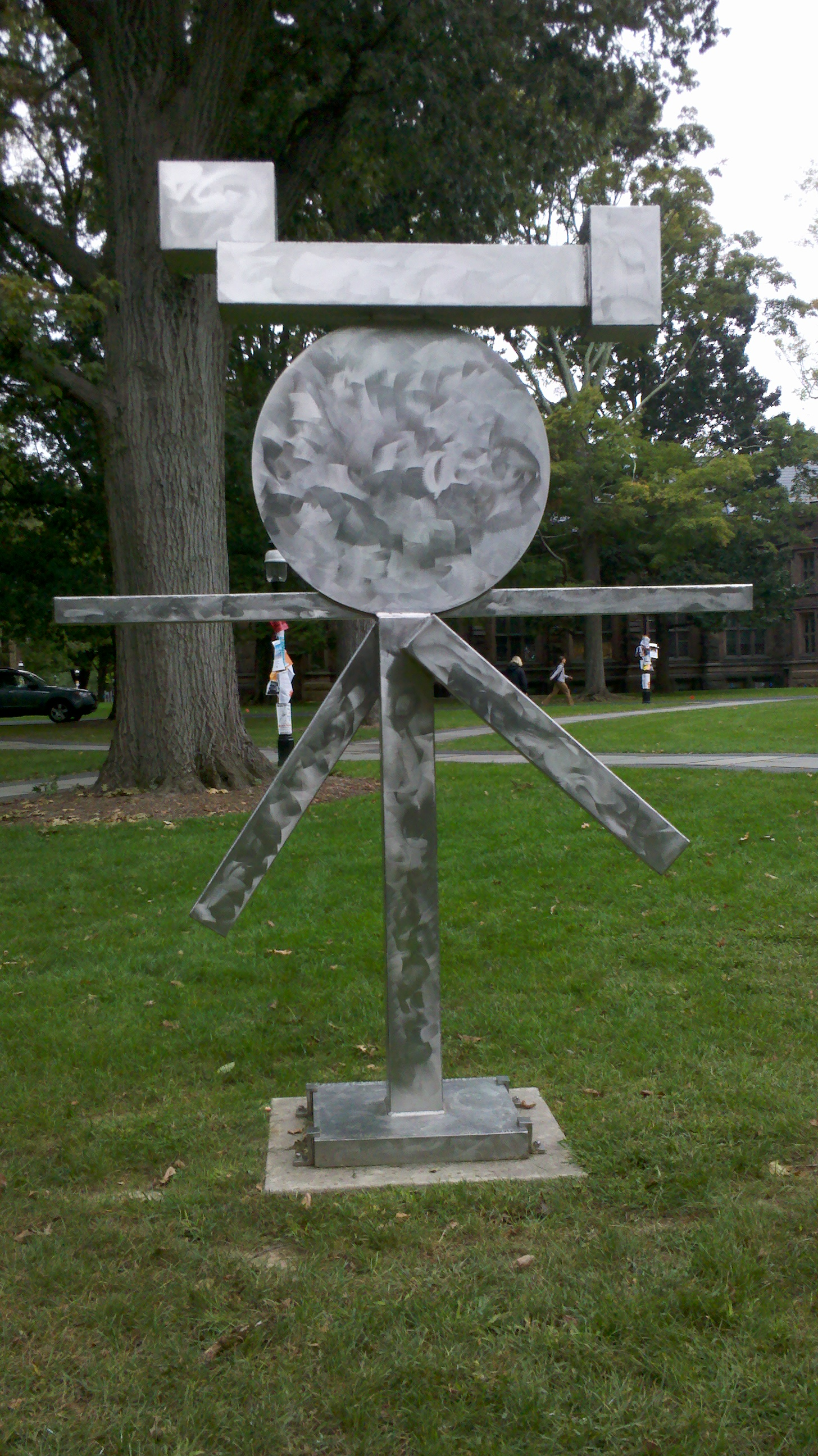
Cubi XIII

Roland David Smith, född 9 mars 1906 i Decatur, Indiana, död 23 maj 1965 i South Shaftsbury i Vermont, var en  amerikansk skulptör och målare.

## Uppväxt och utbildning
David Smith växte upp i Decatur, i Indiana och flyttade till Paulding i Ohio 1921, där han gick på gymnasium. Han utbildade sig på .  Ohio University i Athens 1924-25 och under en period i fri konst och poesi på  George Washington University i Washington, D.C.
År 1926 flyttade han till New York och träffade där skulptören Dorothy Dehner, som han var gift med 1927-52. Han studerade där målning på Art Students League of New York, bland andra för John Sloan och Jan Matulka. Matulka introducerade Smith till verk av Pablo Picasso, Piet Mondrian, Wassily Kandinsky och de ryska  konstruktivisterna. År 1929 träffade Smith John D. Graham, vilken senare introducerade honom till svetsad skulptur av Pablo Picasso och Julio González.

## Verk
David Smith gjorde sina första skulpturer på Virgin Islands 1931–32 av bitar av koraller. År 1932 installerade han en smedja i sin ateljé på den gård i Bolton Landing som han och Dorothy Dehner hade köpt några år dessförinnan. 
Under andra världskriget arbetade han som svetsare på American Locomotive Company i Schenectady, New York med tillverkning av lokomotiv och stridsvagnar. Efter kriget återupptog han konstnärsarbetet med svetsade skulpturer i stål och andra metaller.
David Smith fortsatte med att måla, och särskilt att teckna, under hela sitt liv. I början av 1950-talet gjorde han 300-400 teckningar om året.